# باسم الشاب
باسم رمزي الشاب، طبيب جراح ومتخصص في علاج أمراض القلب، بالإضافة إلى كونه سياسيا ونائبا في البرلمان اللبناني. ولد في بيروت في العام 1957
متأهل من الدكتورة نينا إيلي سالم ولهما رنا وأوليفيا وكاترين ولارا.

## دارسته وعمله
تلقى دروسه في الأنترناشيونال كولدج، ثم درس الطب في الجامعة الأميركية في بيروت وتخرج منها سنة 1982، كما درس مادة البيولوجيا، وحصل على بكالوريوس علوم. تابع تخصصه في الولايات المتحدة الأميركية في الجراحة العامة والقلب في جامعة تكساس، ونال دبلوم البورد الأميركي في الجراحة العامة، وآخر للجراحة الصدرية.

مارس مهنة الطب والجراحة العامة وجراحة القلب والصدر في جامعات تكساس، وفي مستشفى الجامعة الأميركية في بيروت.

## في النيابة
انتخب نائباً عن المقعد الإنجيلي في محافظة بيروت، في دورتي العام 2005 و2009، واستمرّ نائبًا حتى العام 2018 بفعل قوانين التمديد للمجلس النيابي، كما انتُخب عضواً في لجنة الدفاع الوطني والداخلية والبلديات، ولجنة الاقتصاد الوطني والتجارة والصناعة والتخطيط.

## وصلات خارجية
- سيرة باسم الشاب في موقع المجلس النيابي اللبناني
- أرشيف النائب باسم الشاب في موقع ليبانون فوكس